# ريجافيم
ريجافيم هي منطمة يمينية إسرائيلية  تأسست في عام 2006 بهدف تحديد "جدول أعمال يهودي وصهيوني لدولة إسرائيل في جوانب الأرض والبيئة ، من أجل "الحفاظ على أراضي الشعب اليهودي وعلى ثروات الطبيعة والمناظر الطبيعية لأرض إسرائيل. الجمعية توثق أعمال بناء الفلسطينيين داخل وخارج الخط الأخضر، وتكافح البناء المخالف لقوانين التخطيط والبناء، والذي تعتبره استيلاءً غير قانوني على أراضي الدولة وثروات الطبيعة والمناظر الطبيعية في جميع أنحاء البلاد .
المدير التنفيذي للحركة هو مئير دويتش. أحد مؤسسي الجمعية هو عضو الكنيست والوزير بتسلئيل سموتريتش .

## التأسيس والعمل
تأسست الجمعية في عام 2006 على يد نشطاء في حركة كوميام ، وسُميت في البداية "الجمعية للحفاظ على أراضي الوطن" . تقوم الجمعية بتشغيل عدد من منسقي الميدان الذين يتابعون البناء غير القانوني من قبل العرب في النقب، وشمال إسرائيل، ومنطقة C في يهودا والسامرة. يتم نقل المعلومات التي تم جمعها إلى السلطات المسؤولة عن تطبيق القانون في الدولة. في الحالات الضرورية، يقدم ممثلو الجمعية التماسات للمحكمة طالبين من السلطات أداء مهامها. بالإضافة إلى ذلك، تعالج الجمعية الآفات البيئية مثل محطات الفحم، ومخلفات السيارات، وتلوث الأَنْهُر . تتعاون الجمعية في هذه الأنشطة مع منظمة "يروك الآن" التي تعمل من أجل جودة البيئة في يهودا والسامرة ومع السلطات المحلية في الجليل والنقب. وهناك نشاط آخر للجمعية يركز على الأضرار التي تلحق بمحميات الطبيعة والمواقع التراثية.
تشارك ريجافيم أيضًا في مجال البحث، وكتابة الأوراق السياسية، والعمل البرلماني. من بين أمور أخرى هي شريكة في اللجنة الحكومية لمتابعة تقرير פלמור وتُدعى إلى الجلسات في لجان الكنيست. في عام 2017، كانت شريكة في مناقشات تشريع " قانون كمينتس " الذي يشدد إجراءات تطبيق القانون على البناء غير القانوني، وفي عام 2019، قادت اللوبي السياسي لمنع إلغاء القانون في إطار المناقشات حول حل الكنيست الثانية والعشرين.

## مراقبة البناء الفلسطيني في المنطقة (C)
تقوم منظمة ريجافيم بمراقبة الأنشطة الزراعية والبناء للفلسطينيين والسلطة الفلسطينية على الأراضي في المنطقة (C) في يهودا والسامرة، خلافا لقوانين التخطيط والبناء المعمول بها في المنطقة .
وفي هذا الإطار، كشفت ريجافيم عن تمويل لهذا النشاط من قبل دول وجهات أجنبية وأشهرها المجمع البدوي في الخان الأحمر .

## ادعاء التمييز بين الالتماسات ضد البناء اليهودي والالتماسات ضد البناء العربي
وفي حزيران/يونيو 2010، نشرت منظمة ريجافيم تقريرًا مقارنًا أشارت فيه إلى الأولوية المعطاة في المحكمة العليا للمنظمات اليسارية ، وفحص تقرير الالتماسات التي قدمها عرب ومنظمات يسارية ضد البناء غير القانوني في المستوطنات مقارنة مع الالتماسات المتطابقة التي قدمتها المنظمات اليمينية ضد البناء العربي غير القانوني ومقارنة العناصر الإجرائية للعملية القانونية في الالتماسات المختلفة. وبحسب معدي التقرير، فإن هناك تمييزا في المحكمة العليا لصالح التنظيمات اليسارية يتجلى في الأحكام لصالحها، وفي تسريع الإجراءات، وفي إصدار أوامر مشروطة للدولة، وفي التدخل في قرارات الدولة.

## نشاط لتنظيم تجمعات البدو في النقب
إحدى مناطق احتلال ريجافيم الرئيسية هي مخطط تنظيم التجمعات البدوية في النقب. ونشرت الجمعية في دراسة قامت بها، أن هناك نحو 77 ألف مبنى غير قانوني في النقب، وأن نطاق الاستيلاء على الأراضي الخاصة والدولة يبلغ نحو نصف مليون دونم. وتقدم ريجافيم مخططًا استيطانيًا يتضمن تأكيد حقوق الأرض، وتعزيز وتطوير البنية التحتية في المستوطنات القائمة، وتوطين الشتات في المستوطنات القائمة والمستوطنات الجديدة وفقًا للانتماء القبلي. إلى جانب أنشطة التنفيذ والتنظيم، أشارت ريجافيم إلى تطور الجريمة والعنف والأسلحة غير القانونية ورسوم الكفالة ، بالإضافة إلى إخفاقات البلديات واسعة النطاق مثل عدم تحصيل الضرائب العقارية في السلطات المحلية، والتبذير والفساد في نظام الأمن المدرسي وفي نقل الطلاب .
تتعاون ريجافيم مع جمعيات تعمل على تعزيز مكانة المرأة من خلال مكافحة ظاهرة تعدد الزوجات بين البدو في إسرائيل . وبحسب الجمعية فإن هناك ظاهرة واسعة الانتشار تتمثل في الاستفادة من مزايا التأمين الوطني، من بين أمور أخرى من خلال حالات الطلاق الوهمية .
وفي عام 2020، أطلقت الجمعية حملة لصالح تطبيق السيادة الإسرائيلية على يهودا والسامرة .

## ميزانية
بلغت ميزانية ريجافيم ما بين الاعوام 2010-2016 ما يقارب 30 مليون شيكل ، في الأعوام 2006-2016 تلقت مبلغ وقدره 4.6 مليون شيكل من المجالس الإقليمية في يهودا والسامرة، جزء منها لتقديم الخدمات القانونية، أما بقية ميزانية الجمعية فتأتي من التبرعات.

## الإلتماسات القضائية
- في سبتمبر 2009 ، في أعقاب التماس قدمته ريجافيم ، أمرت محكمة العدل العليا الدولة بوضع جدول زمني لهدم المباني غير القانونية بالقرب من قريتي الزاوية ويتما في السامرة، انتقد قاضي المحكمة العليا التمييز القائم بين البناء غير القانوني الذي يقوم به العرب في يهودا والسامرة والبناء غير القانوني في المستوطنات.[15]
- في تشرين الثاني (نوفمبر) 2009، قدمت ريجافيم التماسًا إلى محكمة العدل العليا تطالب فيها بإصدار أمر للدولة بإصدار أمر للشرطة بوقف أعمال البنية التحتية لإنشاء حي جديد بالقرب من قرية مجدل شمس والتي تم تنفيذها دون أي تراخيص في المنطقة تم تعريفها على أنها محمية طبيعية، وأدى تقديم الالتماس إلى توقف العمل في الموقع.[16]
- في فبراير 2010، قبلت المحكمة التماس ريجافيم ضد اللجنة المحلية للتخطيط والبناء في أبو بسمة وأمرت اللجنة باتخاذ إجراءات ضد مرتكبي البناء غير القانوني خلال 12 شهرًا. إلا أن المحكمة رفضت أجزاء الالتماس المتعلقة بتطبيق القانون وتركت هذا الموضوع لتقدير اللجنة.[17]
- وفي أبريل 2010، أعلن ممثلو الدولة أنه لن يتم تدمير ستة كرفانات على جبل البركة. ويأتي هذا الإعلان في أعقاب التماس ريجافيم الذي ادعى أنه وفقا للإجراءات التي اتخذتها الإدارة المدنية في عام 2008 ، فإن المقطورات الستة هي في أسفل الأولويات.[18]
- في يوليو 2010، ردًا على التماس ريجافيم ، أمرت وزارة الدفاع الإدارة المدنية بزيادة هدم منازل الفلسطينيين غير القانونية في الضفة الغربية.[19]
- في أعقاب الالتماس الذي قدمته ريجافيم ضد استمرار عمل مقلع بالقرب من تقوع يوش غوش عتصيون ، تحرك مفتشو الإدارة المدنية وأجبروا الدولة على وقف النشاط غير القانوني.[20]
- في فبراير 2011، ردًا على الالتماس الذي قدمته ريجافيم إلى المحكمة العليا، أعلنت الدولة أنه يجب إغلاق مسجد تم بناؤه بشكل غير قانوني في قرية بورين في السامرة. وقد تم تقديم الالتماس في أعقاب التماس مماثل تم تقديمه قبل ستة أشهر ضد أ كنيس يهودي في بؤرة ألمتان الاستيطانية بالقرب من معاليه شمرون.[21]
- في آب/أغسطس 2011، وفي أعقاب الالتماس الذي قدمته ريجافيم، اتخذت الإدارة المدنية إجراءات ضد الاحتلال غير القانوني للفلسطينيين بالقرب من عوفرا.[22]
- وفي أغسطس 2011، رفضت المحكمة العليا الالتماس الذي قدمته ريجافيم والذي يطالب الدولة باتخاذ إجراءات ضد البناء غير القانوني في أراضي يهودا والسامرة، وأشار القاضي إلياكيم روبنشتاين في الحكم إلى طبيعة أنشطة الحركة. وكتب، من بين أمور أخرى: "في داخل شعبنا نجلس وندرك أن هذه العريضة، القادمة من الجانب الأيمن من الخريطة السياسية الإسرائيلية، أساسها هو النضال ضد الجمعيات من الجانب الأيسر من الخارطة السياسية و في الموازنة بين أفعالهم وكذلك تصرفات السلطات فيما يتعلق بالبناء اليهودي غير القانوني في مواجهة البناء الفلسطيني غير القانوني لذلك ليس لدينا سوى تذكير أنفسنا، وكذلك لمقدمي الالتماسات من جميع الأنواع والخلفيات، بأن هذا ينبغي أن يجب أن نكون واضحين، لأن أمام أعيننا القانون وتفسيره، ولا ننوي الانجرار إلى عوالم الاستقطاب السياسي.[23]
- في تشرين الثاني/نوفمبر 2011، ونتيجة نشاط ريجافيم ، تم تدمير قرية عربية غير قانونية أقيمت في نقطة تطل على طريق بيغن.[24]
- في عام 2012، أصدرت الإدارة المدنية أوامر هدم لـ 52 مبنى وخيمة في قرية سويسة الفلسطينية جنوب جبل الخليل، في أعقاب التماس ريجافيم.[25]
- وفي عام 2015، رفضت المحكمة المركزية في حيفا التماس ريجافيم الذي يسعى إلى تنفيذ أوامر وقف العمل وأوامر الهدم القضائية ضد عدد كبير من المباني في بلدة مجد الكروم الغربية في الجليل الأسفل.
- وفي يناير/كانون الثاني 2017، رفضت المحكمة العليا استئناف ريجافيم ، قامت الرئيسة ميريام ناؤور بحذف طلب الاستئناف وأمرت الملتمس بدفع المصاريف القضائية للمدعى عليها "لجنة بيت هكيرم الإقليمية.

### في محكمة العدل الدولية في لاهاي
في يوليو/تموز 2011 ، قدمت السلطة الفلسطينية إلى المحكمة الجنائية الدولية في لاهاي ادعاءاتها بشأن جرائم الحرب التي يُزعم أن إسرائيل ارتكبتها خلال عملية الرصاص المصبوب وبما أن دولة إسرائيل لا تعترف بسلطة المحكمة أخذت حركة ريجافيم على عاتقها الدفاع عن الدولة أمام المحكمة. وترافع المحامي نيك كوفمان نيابة عن ريجافيم بأن السلطة الفلسطينية ليست دولة، وبالتالي لا ينبغي السماح لها بوضع المدعي أمام المحكمة، وقد قبل المدعي العام للمحكمة، لويس مورينو أوكامبو ، موقف ريجافيم ورفض ادعاء السلطة الفلسطينية بشكل قاطع.

## جدل يحيط بمساكن أعضاء الجمعية
وبحسب تحقيق نشرته صحيفة " يديعوت أحرونوت " في يونيو/حزيران 2018، فإن أربعة عشر شخصًا أو محاميًا من ريجافيم السابقين والحاليين الذين مثلوهم يمتلكون منازل غير قانونية أو تم بناؤها دون ترخيص، بل إن بعضهم صدرت أوامر هدم لهم بما في ذلك منزل الرئيس التنفيذي آنذاك يهودا إلياهو في ماخاز. وذكرت الجمعية ردا على ذلك أن ريجافيم تعمل على تعزيز تطبيق قوانين التخطيط والبناء بطريقة عادلة في جميع أنحاء البلاد، وذلك في حالات الفشل الحاد في سلوك الدولة. كما أنها تعمل أيضًا على تنظيم البناء غير القانوني، كما يمكن رؤيته في مخطط ريجافيم لتنظيم المستوطنات البدوية.
1. ↑  "ونرد بسؤال موجه لكتلة اليمين: «ما اخترناه، هل هذا ما سنحصل عليه؟»". مؤرشف من الأصل في 2024-08-16.
2. ↑  "نحو القرار: المنظمات اليمينية ستعقد مؤتمرا صحفيا برسالة إلى الائتلاف". مؤرشف من الأصل في 2023-06-12.
3. ↑  "حركة ملاحيم". مؤرشف من الأصل في 2023-08-07.
4. ↑  "التلوث بلا حدود".
5. ↑  "الكارثة البيئية مستمرة في محمية وادي القلات". مؤرشف من الأصل في 2024-01-25.
6. ↑  "عرب أريحا نهبوا مغارة الدفن ودنسوا القبور". مؤرشف من الأصل في 2024-04-20.
7. ↑  "ميراف كوهين وأييليت شاكيد يحاربان تعدد الزوجات: "لن نسمح بعد الآن بإذلال النساء وإهمال الأطفال". مؤرشف من الأصل في 2024-05-24.
8. ↑  "قبل حل الكنيست: تجنب اختطاف أعضاء الكنيست العرب". مؤرشف من الأصل في 2023-09-09.
9. ↑  "الجذور الضاربة – هكذا تستولي السلطة الفلسطينية على عشرات آلاف الدونمات في يهودا والسامرة" (PDF). مؤرشف من الأصل (PDF) في 2024-01-25.
10. ↑  "عن تشويه العدالة - المحكمة العليا باعتبارها الملجأ الأخير للمواطن، أليس كذلك؟!" (PDF). مؤرشف من الأصل (PDF) في 2010-11-25.
11. ↑  "اختبار النقب" – خطة لتنظيم الاستيطان البدوي في النقب" (PDF). مؤرشف من الأصل (PDF) في 2024-01-25.
12. ↑  "متى سيبدأ البدو بدفع الضرائب العقارية مثل جميع المواطنين الإسرائيليين؟". مؤرشف من الأصل في 2023-09-09.
13. ↑  "أين ذهبت الملايين التي صرفت لحراسة المدارس في مجالس البدو؟". مؤرشف من الأصل في 2023-09-09.
14. ↑  "المحرك الاقتصادي وراء تعدد الزوجات – احتيال كبير للتأمين الوطني". مؤرشف من الأصل في 2024-01-25.
15. ↑  "المحكمة العليا للدولة: لماذا لا يطبق القانون على البناء الفلسطيني؟".
16. ↑  "المشاريع المعلقة للدروز واليهود في هضبة الجولان". مؤرشف من الأصل في 2023-09-09.
17. ↑  "قبلت المحكمة التماس جمعية ريجافيم: أمر المجلس الإقليمي بتطبيق قوانين التخطيط والبناء".
18. ↑  "لن يتم تدمير الكرفانات في مستوطنة جبل البركة". مؤرشف من الأصل في 2023-09-09.
19. ↑  "وزارة الدفاع أمرت بزيادة هدم منازل الفلسطينيين غير القانونية في الضفة الغربية". مؤرشف من الأصل في 2023-09-09.
20. ↑  "إغلاق أكبر منجم في يوش".
21. ↑  "يجب إغلاق مسجد بورين".
22. ↑  "تم إيقاف الاستيلاء غير القانوني على قرية سيلواد". مؤرشف من الأصل في 2024-02-15.
23. ↑  "روبنشتاين لـ "ريغافيم": لن نتدخل في السياسة". مؤرشف من الأصل في 2024-02-15.
24. ↑  "تدمير البؤرة الاستيطانية العربية المطلة على طريق بيغن". مؤرشف من الأصل في 2013-01-07.
25. ↑  "الإدارة المدنية تهدد بهدم جزء كبير من قرية خربة سويسة". مؤرشف من الأصل في 2024-01-28.
26. ↑  "رفض الدعوى الفلسطينية ضد إسرائيل لارتكابها جرائم حرب في عملية الرصاصة المصبوبة".
27. ↑  "المحكمة الجنائية الدولية: لا يوجد تحقيق في الرصاص المصبوب لأن السلطة الفلسطينية ليست دولة". مؤرشف من الأصل في 2023-01-02.